# Уолнат-Каньон
Уолнат-Каньон (англ. Walnut Canyon National Monument) — национальный монумент США, расположенный в 16 км к юго-востоку от пригорода г. Флагстафф, штат Аризона, в стороне от шоссе 40. Гребень каньона расположен на высоте 2040 метров над уровнем моря, а дно каньона — на 100 метров ниже. Кольцеобразная дорога длиной 1,4 км спускается на 56 метров в каньон мимо 25 жилищ, вырубленных в скале индейцами синагуа.
Большинство скальных жилищ расположены в непосредственной близости от дороги. Обычно жилище вмещало целую семью, высота составляла около 2 метров, а глубина около 3 метров.
К востоку от данной группы в каньоне обнаружено и множество других скальных жилищ. В настоящее время доступ в каньон для посетителей запрещён.
Уолнат-Каньон причислен к национальным монументам США 30 ноября 1915 года и внесён в Национальный реестр исторических мест 15 октября 1966 года.